# Domeykite
La domeykite è un minerale.